# FK Pari Nijni Novgorod
Ne pas confondre avec le FK Nijni Novgorod, autre club de la ville en activité entre 2007 et 2012.
Maillots
Actualités
Le Futbolny klub Pari Nijni Novgorod (russe : Футбольный клуб «Пари Нижний Новгород»), communément abrégé en Pari Nijni Novgorod ou Pari NN, est un club de football russe fondé en 2015 et basé à Nijni Novgorod.
Il évolue en première division russe depuis la saison 2021-2022.

## Histoire

### Premières années (2015-2018)
Fondé le 1er juin 2015 sous le nom Volga-Olimpiets, le club est à l'origine un club-école pour le Volga Nijni Novgorod dont l'objectif est de repérer et former les jeunes talents de l'oblast de Nijni Novgorod. Il évolue alors au sein du groupe Oural-Povoljié de la troisième division et se fixe comme objectif premier une montée directe en deuxième division pour la saison 2015-2016. Il y échoue cependant, ne terminant que troisième derrière le Neftekhimik Nijnekamsk et le Zénith Ijevsk. Après la dissolution du Volga en 2016, le club est renommé Olimpiets et devient la principale équipe de la ville.
Emmené par Konstatin Galkine puis Nikolaï Pissarev pour sa deuxième saison d'existence, le club parvient cette fois à dominer son groupe de troisième échelon, remportant notamment une victoire 7-0 sur le Dinamo Kirov, et termine premier de celui-ci, accédant ainsi à la deuxième division à la faveur d'une victoire contre le Nosta Novotroïtsk lors de l'avant-dernière journée du championnat.
Découvrant ainsi le deuxième échelon pour la saison 2017-2018, l'Olimpiets connaît cependant un début de saison difficile qui le voit fleurter avec la relégation tout au long de la saison. Un regain de forme lors des dernières journées lui permet cependant de terminer douzième à quatre points des relégables. Il se démarque également en Coupe de Russie où il parvient à remporter son seizième de finale face au FK Oufa, pensionnaire de première division, à l'issue des tirs au but. Il est cependant éliminé dès le tour suivant par le Chinnik Iaroslavl. Cette saison voit également le club emménager au sein du nouveau stade de Nijni Novgorod, construit pour la Coupe du monde 2018, dans lequel il dispute son premier match face au Zénith-2 Saint-Pétersbourg le 15 avril 2018,. La meilleure affluence de l'histoire de la deuxième division russe y est par ailleurs réalisée quelques semaines plus tard lors du match face au Luch-Energia Vladivostok qui voit 42 100 spectateurs assister au match le 6 mai,.

### Ascension vers l'élite (depuis 2018)
Le club connaît un nouveau changement de nom au mois de juin 2018, devenant cette fois le FK Nijni Novgorod. Le départ de l'entraîneur Nikolaï Pissarev est par la suite annoncé le mois suivant tandis que Dmitri Cheryshev le remplace. Cette nomination, couplée à l'arrivée de joueurs prometteurs ou d'expérience comme Rouslan Abazov, Artiom Delkine, Pavel Ignatovitch ou encore Maksim Palienko, est réalisée dans l'optique d'une promotion en première division d'ici à 2020. La saison 2018-2019 voit ainsi l'équipe lutter pour les places de promotion, se classant quatrième et barragiste à la mi-saison. Il conserve par la suite cette position et accède donc aux barrages de promotion en première division, qu'il perd finalement contre le Krylia Sovetov Samara. Vu comme principal favori à la montée pour l'exercice 2019-2020,,, le club connaît cependant un début compliqué qui le voit stagner en milieu de classement à la mi-saison, ce qui amène au renvoi de Cheryshev et son remplacement par Robert Ievdokimov qui amène le club à la onzième place.
Considéré comme un des favoris à la montée lors de la saison suivante,, et malgré des débuts difficiles, les Nijégorodiens finissent par assumer ce statut avec notamment une série de 17 matchs sans défaite entre septembre et décembre 2020, et terminent champions d'automne au moment de la trêve hivernale. Cette dynamique vacille cependant après la reprise tandis que la concurrence du Krylia Sovetov Samara et du FK Orenbourg finissent par faire retomber le club en troisième position. En particulier, deux défaites décisives contre le Ienisseï Krasnoïarsk puis Orenbourg à la fin du mois d'avril 2021 éliminent presque entièrement Nijni Novgorod de la course à la promotion directe et aboutissent au renvoi de Robert Ievdokimov à deux tours de la fin du championnat, tandis qu'Anton Khazov (en) assure l'intérim pour le restant de la saison. Le club termine par la suite en troisième position, mais profite de la non-montée d'Orenbourg pour obtenir administrativement la promotion sans passer par les barrages.
À l'aube de ses débuts dans l'élite, la tête de l'équipe est confiée à Aleksandr Kerjakov. Dans le même temps, le club commence à rencontrer des problèmes croissants pour se financer, notamment du fait de sa dépendance aux fonds alloués par l'oblast de Nijni Novgorod qui s'avèrent insuffisant ainsi que l'incapacité à trouver de sponsor général pour compenser les coûts restants. Il est ainsi craint que son budget ne soit suffisant que pour disputer la première partie de l'exercice 2021-2022,. Le club finit par signer un contrat de sponsoring jusqu'à la fin de la saison avec la société Gazprom Transgaz de la ville, ce qui lui permet de finir l'exercice à l'issue duquel il parvient à se maintenir en finissant onzième avec un point d'avance sur les barrages de relégation. Kerjakov quitte par la suite son poste au terme de la saison. Il est remplacé dans la foulée par Mikhaïl Galaktionov (en).
Le 10 juin 2022, le club annonce son changement de nom pour devenir le Pari Nijni Novgorod dans le cadre d'un partenariat avec la société de paris Paribet. Le contrat est estimé à 450 millions de roubles par saison.

## Bilan sportif

### Palmarès
| Compétitions nationales |
| --- |
| - Championnat de Russie - Onzième : 2022. - Coupe de Russie - Huitièmes de finale : 2017, 2018, 2019 et 2022. - Championnat de Russie de deuxième division - Troisième : 2021. - Championnat de Russie de troisième division - Vainqueur de groupe : 2017. |

### Classements en championnat
La frise ci-dessous résume les classements successifs du club en championnat de Russie.

### Bilan par saison
| Saison    | Championnat       | Championnat | Championnat | Championnat | Championnat | Championnat | Championnat | Championnat | Championnat | Championnat | Coupe de Russie     |
| Saison    | Division          | Pos         | Pts         | J           | V           | N           | D           | BP          | BC          | Diff        | Coupe de Russie     |
| --------- | ----------------- | ----------- | ----------- | ----------- | ----------- | ----------- | ----------- | ----------- | ----------- | ----------- | ------------------- |
| 2015-2016 | 3e Oural-Povoljié | 3e          | 53          | 27          | 15          | 8           | 4           | 38          | 19          | +19         | 128es de finale     |
| 2016-2017 | 3e Oural-Povoljié | 1er         | 55          | 24          | 17          | 4           | 3           | 47          | 17          | +30         | 128es de finale     |
| 2017-2018 | 2e                | 12e         | 44          | 38          | 11          | 11          | 16          | 37          | 50          | -13         | Huitièmes de finale |
| 2018-2019 | 2e                | 4e          | 62          | 38          | 18          | 8           | 12          | 41          | 31          | +10         | Huitièmes de finale |
| 2019-2020 | 2e                | 11e         | 36          | 27          | 9           | 9           | 9           | 28          | 29          | -1          | Huitièmes de finale |
| 2020-2021 | 2e                | 3e          | 88          | 42          | 27          | 7           | 8           | 67          | 28          | +39         | Phase de groupes    |
| 2021-2022 | 1re               | 11e         | 33          | 30          | 8           | 9           | 13          | 26          | 39          | -13         | Huitièmes de finale |
| 2022-2023 | 1re               | 13e         | 30          | 30          | 8           | 6           | 16          | 33          | 50          | -17         | Quarts de finale    |

Légende
- Promotion en division supérieure
- Relégation en division inférieure

## Historique des logos

Volga-Olimpiets (2015-2016)
Olimpiets (2016-2018)
depuis 2018

## Entraîneurs
La liste suivante présente les différents entraîneurs du club depuis sa fondation.
- Valeri Bogdanets (juillet 2015-décembre 2015)
- Konstantin Galkine (janvier 2016-février 2017)
- Nikolaï Pissarev (février 2017-juillet 2018)
- Dmitri Cheryshev (juillet 2018-octobre 2019)
- Robert Ievdokimov (octobre 2019-mai 2021)
- Anton Khazov (en) (intérim) (mai 2021-juin 2021)
- Aleksandr Kerjakov (juin 2021-juin 2022)
- Mikhaïl Galaktionov (en) (juin 2022-novembre 2022)
- Anton Khazov (en) (intérim) (novembrte 2022-décembre 2022)
- Artiom Gorlov (janvier 2023-avril 2023)
- Sergueï Iouran (avril 2023-avril 2024)
- Saša Ilić (mai 2024-octobre 2024)
- Viktor Goncharenko (depuis octobre 2024)